# مارتين بوفير
مارتين بوفير (بالإسبانية: Martín Bouvier)‏ هو لاعب كرة قدم أرجنتيني، ولد في 2 فبراير 1992 في مدينة لوخان، مقاطعة بوينس آيرس في الأرجنتين. لعب مع ديبورتيفو آرمينيو.

## روابط خارجية
- مارتين بوفير على موقع قاعدة بيانات كرة القدم.إي يو (الإنجليزية)
- مارتين بوفير على موقع Soccerway.com (الإنجليزية)